# コチャバネセセリ
コチャバネセセリ（小茶羽挵、学名 Thoressa varia）は、セセリチョウ科に分類されるチョウの一種。

## 分布
東アジア（日本、サハリン）に分布する。
日本では北海道（利尻、礼文、奥尻島を含む）、本州、四国、九州の離島を除く低地から山地にかけて分布する普通種。
なお、台湾には近縁種のキスジチャバネセセリ（学名 T. horishana Matsumura, 1910）が分布する。

## 特徴
前翅長が 14-19 mm ほどの茶色く小さなチョウで、すばやく飛ぶ。
イチモンジセセリやオオチャバネセセリなどに似ており判別が難しい場合があるが、本種は春先にいちはやく発生し、翅長が短めなことと、翅に入る白紋で見分けられる。本種の後翅表面には白紋が入らないか、または小さく不規則に入り、後翅裏面には楕円形の白紋が 3つ入る（このほか小さな白紋がいくつか入る場合がある）。
雌雄では地色や斑紋に差異はないが、オスは前翅中央付近に黒色帯が入るのに対しメスは入らないことと、同亜科全般に見られる特徴であるオスは前翅先端が鋭角になるのに対しメスでは丸みを帯び幅広いところなどからも判別できる。
なお、翅の地色は時期や地域による変異が見られ、たとえば東北地方の山地や本州中部の高地帯で発生するものは暗化の傾向が強く現れるといった地域による変異がある。しかし、こうした地理的変異については研究例が少なく、今のところ亜種の分類はされていない。

## 生態
成虫は年に1〜2回発生し、まれに年3化の報告もある。同亜科の中では比較的早くから発生し、暖地では 4月頃から姿を見せはじめる。
幼虫の食草はタケ科植物で、主にササ・タケ類の葉を食べて育つ。また、イネ科のヨシやススキを食べるという記録もある。
終齢幼虫で越冬する。幼虫は食草となる葉の表面を内側にして巻き、巣をつくってその中で摂食や蛹化をする習性がある。越冬期になると巣にした葉の主脈を切って地上に落とし、その中で何も食べずに越冬し、早春に蛹化・羽化する。

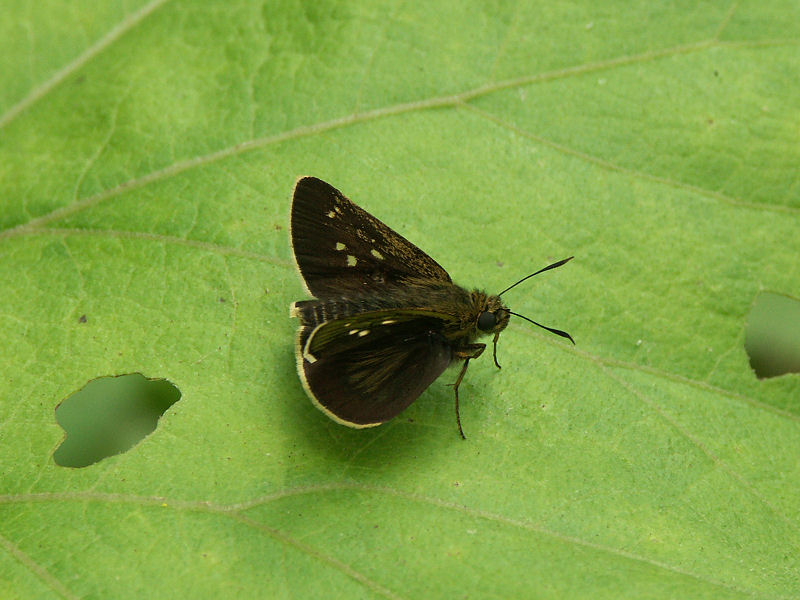
オス
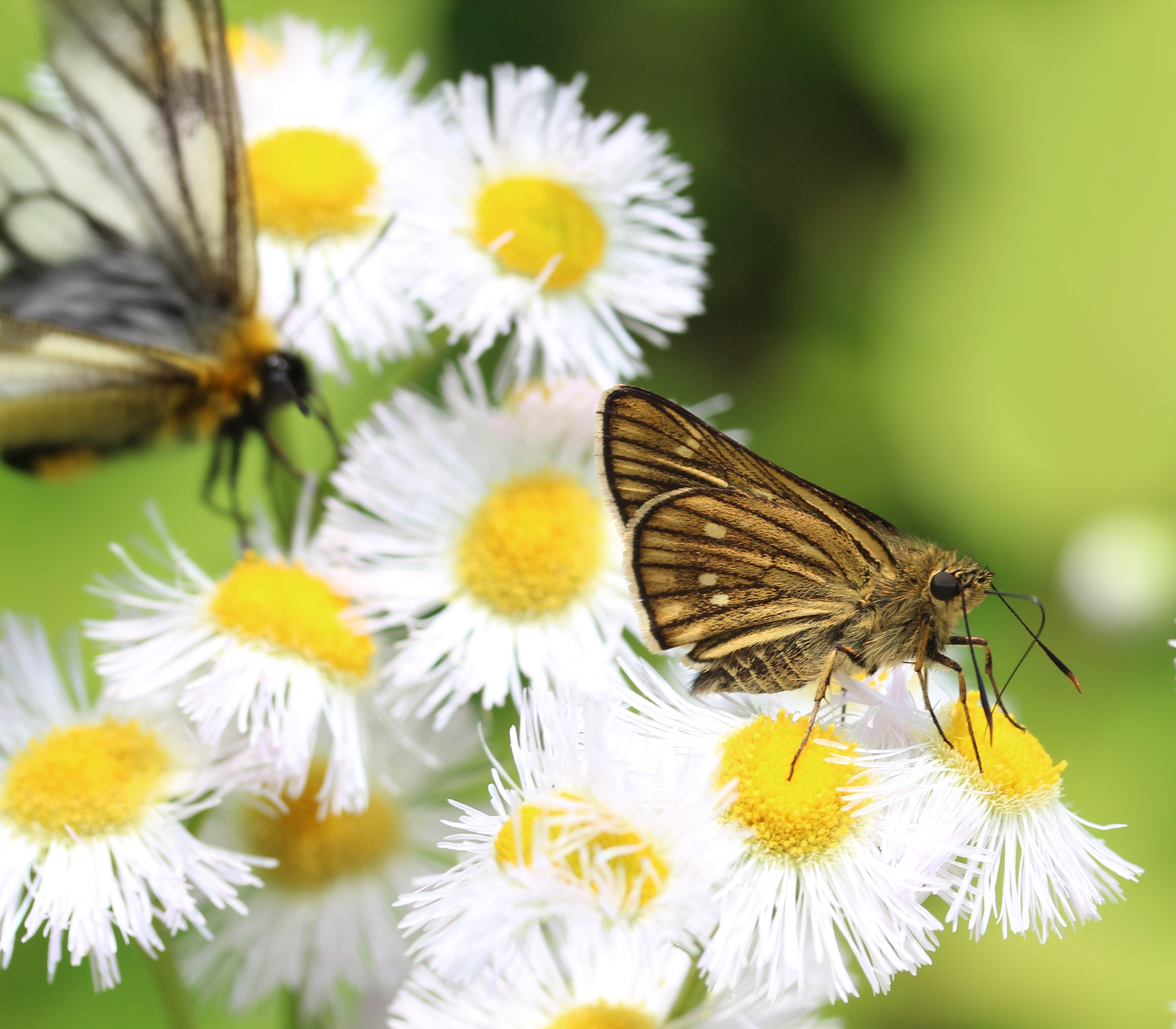
翅の裏面

## 種の保全状況評価
日本の以下の都道府県でレッドリストの指定を受けている
- その他 - 鹿児島県